# Bolus (malarstwo)
Bolus (łac. < gr. bṓlos 'gleba', 'bryła ziemi'), pulment - glinka czerwonobrązowa, żółtawa (bolus armenica) albo biała (bolus alba), stosowana od wczesnego średniowiecza jako wykończeniowa warstwa zaprawy (z klejem lub białkiem) pod polerowane złocenia płatkowe w tłach i nimbach obrazów; od XVI w. stosowana w zaprawach pod malarstwo olejne; powodowała niekiedy zmiany w kolorycie obrazów, ponieważ w miarę starzenia się farby olejne nabierały przezroczystości i zaprawa prześwitywała przez nie.